# Moisés Delgado
Moisés Delgado López, detto Moi (Utrera, 18 aprile 1994), è un calciatore spagnolo, difensore svincolato.

## Carriera
Cresciuto nel settore giovanile del Siviglia, ha esordito in prima squadra l'11 maggio 2014, disputando l'incontro di Primera División perso 1-0 in casa del Getafe.

## Statistiche

### Presenze e reti nei club
Statistiche aggiornate al 13 aprile 2021.
| Stagione                 | Squadra                  | Campionato               | Campionato | Campionato | Coppe nazionali | Coppe nazionali | Coppe nazionali | Coppe continentali | Coppe continentali | Coppe continentali | Altre coppe | Altre coppe | Altre coppe | Totale | Totale |
| Stagione                 | Squadra                  | Comp                     | Pres       | Reti       | Comp            | Pres            | Reti            | Comp               | Pres               | Reti               | Comp        | Pres        | Reti        | Pres   | Reti   |
| ------------------------ | ------------------------ | ------------------------ | ---------- | ---------- | --------------- | --------------- | --------------- | ------------------ | ------------------ | ------------------ | ----------- | ----------- | ----------- | ------ | ------ |
| gen.-mag. 2013           | Siviglia Atlético        | SDB                      | 12         | 0          | -               | -               | -               | -                  | -                  | -                  | -           | -           | -           | 12     | 0      |
| 2013-2014                | Siviglia Atlético        | SDB                      | 30         | 1          | -               | -               | -               | -                  | -                  | -                  | -           | -           | -           | 30     | 1      |
| 2014-2015                | Siviglia Atlético        | SDB                      | 24         | 1          | -               | -               | -               | -                  | -                  | -                  | -           | -           | -           | 24     | 1      |
| ago.-dic. 2015           | Siviglia Atlético        | SDB                      | 17         | 0          | -               | -               | -               | -                  | -                  | -                  | -           | -           | -           | 17     | 0      |
| Totale Siviglia Atlético | Totale Siviglia Atlético | Totale Siviglia Atlético | 83         | 2          |                 | -               | -               |                    | -                  | -                  |             | -           | -           | 83     | 2      |
| dic. 2013-mag. 2014      | Siviglia                 | PD                       | 2          | 0          | CR              | 0               | 0               | UEL                | 0                  | 0                  | -           | -           | -           | 2      | 0      |
| gen.-mag. 2016           | Barcellona B             | SDB                      | 17         | 0          | -               | -               | -               | -                  | -                  | -                  | -           | -           | -           | 36     | 2      |
| 2016-2017                | Barcellona B             | SDB                      | 20         | 0          | -               | -               | -               | -                  | -                  | -                  | -           | -           | -           | 20     | 0      |
| Totale Barcellona B      | Totale Barcellona B      | Totale Barcellona B      | 37         | 0          |                 | -               | -               |                    | -                  | -                  |             | -           | -           | 37     | 0      |
| gen.-lug. 2018           | Real Valladolid B        | SDB                      | 14         | 0          | -               | -               | -               | -                  | -                  | -                  | -           | -           | -           | 14     | 0      |
| 2018-2019                | Real Valladolid          | PD                       | 3          | 0          | CR              | 0               | 0               | -                  | -                  | -                  | -           | -           | -           | 6      | 0      |
| 2019-2020                | Racing Santander         | SD                       | 26         | 1          | CR              | 0               | 0               | -                  | -                  | -                  | -           | -           | -           | 26     | 1      |
| 2020-feb. 2021           | Fuenlabrada              | SD                       | 13         | 0          | CR              | 1               | 0               | -                  | -                  | -                  | -           | -           | -           | 14     | 0      |
| feb.-giu. 2021           | Ponferradina             | SD                       | 11         | 1          | CR              | 0               | 0               | -                  | -                  | -                  | -           | -           | -           | 11     | 1      |
| Totale carriera          | Totale carriera          | Totale carriera          | 189        | 4          |                 | 4               | 0               |                    | -                  | -                  |             | -           | -           | 193    | 4      |

## Palmarès

### Club

#### Competizioni internazionali
- UEFA Europa League: 1

Siviglia: 2013-2014